# Woody van Amen

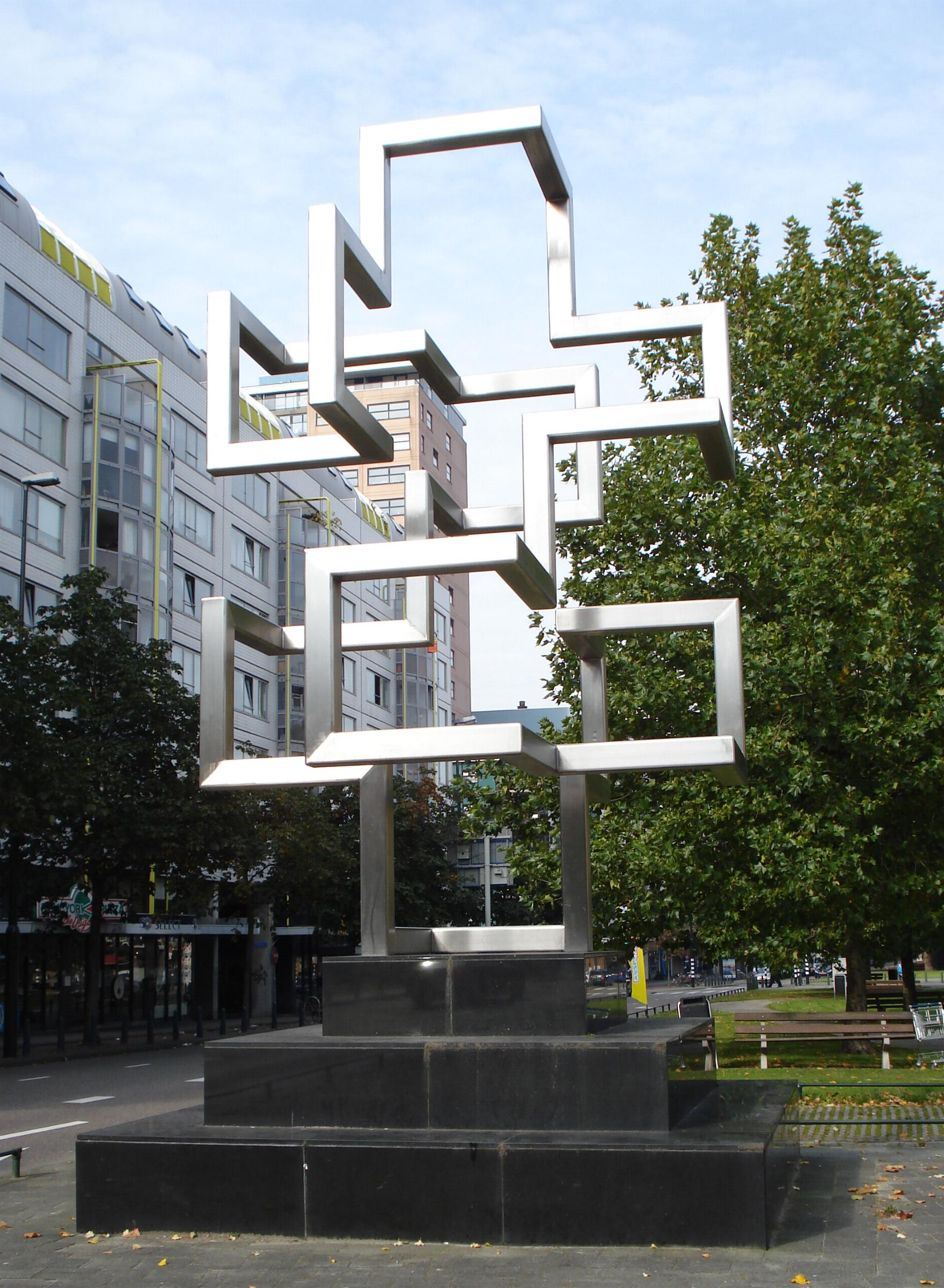
"Taxat" van Woody van Amen, Rotterdam.

Wilhelmus Josephus (Woody) van Amen (Eindhoven, 26 augustus 1936) is een Nederlands beeldhouwer, kunstschilder en collagekunstenaar.

## Leven en werk
Van Amen studeerde aan de Rotterdamse Academie. Hij was leerling van onder anderen Louis van Roode. Vanaf 1970 was hij docent aan dezelfde Academie. In 1959 maakte hij de 'langste schilderijen ter wereld', door orgelboeken abstract te beschilderen.

### Popart
In 1961 vertrok Van Amen voor twee jaar naar de Verenigde Staten. Hij maakte kennis met het werk van Amerikaanse kunstenaars als Andy Warhol en Robert Rauschenberg, pioniers in de popart. Alledaagse gebruiksvoorwerpen uit de consumptiemaatschappij werden door de kunstenaars in hun werk verwerkt. Van Amen werd hierdoor geïnspireerd en maakte een aantal schilderijen waarin hij enkele in Nederland bekende merknamen verwerkte.
Terug in Nederland ontwikkelde hij zijn eigen stijl en stapte op een gegeven moment over op andere technieken. Hij legde zich toe op de assemblagekunst. Hij bouwde zijn werken op uit allerlei voorwerpen uit het dagelijks leven. Vanaf de jaren zeventig maakte hij reizen naar Zuidoost-Azië en is een oriëntaalse invloed in zijn werk zichtbaar. In 1993 werd hem door het Prins Bernhard Cultuurfonds de Chabotprijs toegekend. Museum Het Valkhof hield in 2003 een overzichtstentoonstelling van zijn werk, waarbij een oeuvrecatalogus verscheen. Daar toonde hij onder andere een erotisch voelobject.
In 2007 maakte Van Amen de film Sources of Inspiration, die is samengesteld uit opnames van zijn reizen naar onder andere Vietnam, Birma en Indonesië. In de film spelen de mens, religie en de schoonheid van de natuur een grote rol.